# 聖芳濟書院 (上海)

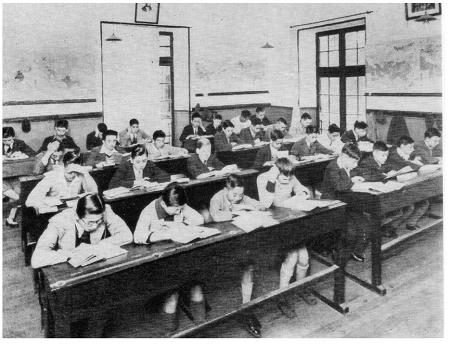
上海聖芳濟書院1930年代的課堂

聖芳濟書院（St. Francis Xavier's College），又稱聖芳濟學院，清末到民國年間於上海設立的一所中學，1874年9月21日在上海公館馬路孟斗班路路口（今金陵東路、四川南路）正式成立。學校初期由耶穌會主辦，於建校十周年時，遷入虹口區南潯路新址，於1875年由法國聖母小昆仲會全面接辦。
1949年，中華人民共和國成立後，修會修士於1950年被驅逐出境，到香港成立聖芳濟書院。學校於1952年轉型為公立學校，名為上海市北虹中學，2003年6月更名為上海市北虹高級中學。

## 辦學特色

### 宗教信仰自由與自主

#### 收生方面
據史料記載，學校招收的學生來自不同地方，而他們亦具不同宗教背景。1882年，112名學生中，「天主教友70人，信奉基督教者22人，猶太教與回教徒2人，波斯教徒2人，非教友者15人」；1884年，196名學生中，「信奉天主教者123人，基督教35人，猶太教6人，回教3人，外教者24人。」
允許持有不同信仰或異端信仰的學生入學，實際上體現了對學生母國不同宗教文化傳統的默認，這種默認傳達出的，是學院管理方相當開明和開放的宗教與文化觀念，它的開放和開明度甚至使得它客觀上超越了一教一派的宗教宗派立場之約束。
隨著學院的發展和華人學生數量增加，並成為學生主體，學生中的教徒比例越來越低，非教徒學生數量之大曾有達到95%的記錄。

#### 宗教活動方面
在宗教活動上，學校亦實行了自願自主的方針。例如一些學生在當年的敘述中指出：「作為一個有著虔誠的宗教信仰的人士，澳斯汀先生從不試圖將他的宗教信仰強加給他的學生。除非是被直接詢問到宗教問題，他從不在授課中途中止授課。他寬容大度地主張，對於上帝的信仰主要地發自內心。」，口述中的澳斯汀先生是指當時的院長。
「我們不入教的同學繼續留在教室上課。憑良心講，學校裡的相公，除了上課講課，別的東西什麼叫你入教之類的從來不跟我們講的。他們教學上都很有一套，有真本事的。」「學校裡的相公從來不動員我們參加教會」。

#### 教學課程方面
早於1921年，學校的已不是以宗教課程為主導。學校以英語、數學類及其他西方科目為主，例如繪畫、物理及地理。只有第1至第3班的學生需要修讀宗教科，年長的學生則完全不需要修讀宗教科目。初中的宗教科，甚至是以教授宗教歷史為主，一般學生只當是一般西史科看待。
相比起同期的基督教教學，聖芳濟書院的宗教教育是最小規模的。課程安排中比例極小的宗教歷史科目並沒有發揮宗教教育的作用，反而豐富了學生們的世界歷史知識，開闊了眼界。

### 學業紀律要求嚴格
學校在學業與紀律管理方面採取了相當嚴格的精英教育。在手寫書法、每週考試、升留級淘汰以及行為規範等方面形成了一整套制度。

#### 手寫書法
學校明確提出端正整潔、美觀大方的書寫要求。為達此要求，學校不允許學生使用自來水筆。據說是因為自來水筆的筆頭比較滑，練不好字。學校要求學生使用蘸水鋼筆，因為寫起來有筆鋒，比較漂亮，有利於練字。
考慮到中學生年齡尚小，為避免其使用蘸水鋼筆時不小心弄翻墨水，學校在每張課桌上均設有一個特製的圓孔，用來放置墨水瓶。
學校具體上有兩個要求，一是不准潦草，二是作業本上不准留有擦拭的痕跡。
英文書寫還有字體要求，一般是要求寫斜體（意大利體）。中文則在低年級設有專門的書法課，幫助、指導學生練習書法。
如果有學生達不到這些書寫要求的話，有些中國教師有時會把這樣的作業本扔出窗外，大多數時候老師則會以增加書寫行數為懲罰辦法（學生稱之為「罰抄」）。罰抄數量一般以罰抄20行開始。第一次罰抄後不能達到老師的要求，就要加倍，不行的話再加倍，直到老師滿意為止。最多的有被罰抄100行的。

#### 周考制度
校方認為：「課程之進步賴乎獎勵。故設每星期一小考，每半年一總考，每歲一合考。」故設周考（Weekly Competition） 。
每門功課每週都要考試。這和別的學校是不一樣的。 校方會要求總務室於周考後作匯總，把學生按成績排名次，並將名單交予院長（Pastor）。
校方對不同成績的同學採取了不同的對策：成績好者，給予各種有形和無形的獎勵，以表彰先進、激勵暫時的後進。成績欠佳者，尤其是連續幾次周考成績名次排在比較後面的同學，可能會考慮換班級，例如從A班換到B班，以更適應學生的學業程度。有時，或會要求這些學生回家轉告父母，請他們來校與校長談話，希望家長瞭解孩子在校學習的真實情況，以便有效地幫助孩子進步。因此不會引起孩子的過分緊張甚至敵對情緒。

#### 升級淘汰
高比例的升班淘汰制度體現了精英管理理念。聖芳濟書院的招生歷來並不太多，1874年至1895年，學院共計錄取數為1060名，平均每年錄取88人左右。實際報名數當然不止於此。因為入學需要經過一定的程序，包括必要的考試。
儘管所招收的新生已極具競爭力，修會依然從其精英管理理念出發，堅持嚴格的高比例的升班淘汰制度。
雖然在周考中表現不佳的學生是有彌補機會的（補考或者換班），但升班考試要比這嚴格更多。因為這個考試是有著明確的淘汰意味，一般來說，每次每級都要淘汰一個班的數量。這樣逐年淘汰，形成了明顯的寶塔型班級結構。
最後到畢業年級時，往往只剩下2個班級。所以比起錄取人數來，聖芳濟的畢業生人數更少。以1910年至1934年為例，25年中，共計畢業學生426名，平均每年17名左右。和年錄取數對照，淘汰率約為80%以上。

## 聖芳濟書院本部

### 大事記

#### 公館馬路
1874年，學校成立，只有教師1人，外籍學生4人，來自丹麥、愛爾蘭、美國、德國4個國家，只有兩間教室，以鄰近之一片棧房空地暫作為操場。至第一學期結束，學生為17名。
1875年，學校交由法國聖母小昆仲會全面接辦。
1879年，外僑學生增至90人，原校舍不敷使用。1880年，修會出讓洋涇浜聖若瑟堂相鄰的一幢樓房作為校舍，同年開始招收中國學生，學校初具規模。

#### 南潯路
1882年，修會在南潯路的虹口天主堂（聖心堂）對面建新校舍。
1882年11月，學校奠基，歷時三年竣工。主建築為法式四層洋樓一幢，前後有大小操場各一個。

#### 南潯路新址
1884年，學校慶祝建校十周年，遷入南潯路新址（即今日上海市北虹高級中學），上海道台邵友濂送贈一組大型建築鐘，安置於新建大樓的三角屋頂上。其時學院有學生196人，中國學生23人。
1893年，學生總人數達到286人，中國學生也與日俱增，因該校收費昂貴，早期入校的中國學生，大多是家境比較富裕的官宦子弟。
1905年，學校首次派遣學生四人參加英國劍橋大學公開考試，即有三人獲合格文憑。
1918年，第一次世界大戰結束時，學生名額增至740人，修會著手計劃將中、西兩部，分地設校。
1922年，為籌備建立分校，修會發起第一次募捐。
1944年，學校本部又分設一個中國班，同時，學校改以福煦路（Avenue Foch）的中國分部為總校。
1950年，中華人民共和國成立後，學校的修士被驅逐出境，他們來到香港延續教學理念,1955年在大角咀創辦另一所聖芳濟書院 。
1951年2月，上海市教育局派員接管了聖芳濟中學總校與分校。
1952年，總校與分校更名為私立時代中學總校與分校。
1953年8月，經上海市教育局批准，時代中學改為公立，並決定南校、北校分辦；南校繼續用時代中學校名，北校改名為上海市北虹中學。

## 聖芳濟書院中國部

### 西華德路
1923年，聖芳濟書院的中國部租用西華德路（Seward Road）（今長治路）舊式樓房為校舍，稱為聖芳濟書院分校。
1925年，遷至蓬路（今塘沽路）與乍浦路（Chapel Road）交界的一所洋房，其設施適合350名學生就讀，不過，學校實際容納了學生750人。
學校又於唐山路東購地37畝作為臨時運動場。原擬於該地興建分校校舍，不過因為國共內戰關係及因為該處被規劃為工廠區，不宜設校，遂變更計劃，準備另行擇地造屋。

### 福煦路
1934年，聖芳濟書院總校於建校六十週年紀念，再次為籌建分校幕捐。國民政府大員宋子文送贈匾額，國民黨元老于右任題詞讚頌，鐵道部長顏德慶專函致賀，上海市長吳鐵城致辭。
兩次募捐所得，用於建造福煦路（今延安中路）1157弄福煦坊的新校舍。
1937年，新分校行將落成，七七事變爆發，接著日軍在上海發動了八一三事變，聖芳濟書院中國部又以地處戰區無法上課又遷至孟德蘭路（Mandalay Load）（今上海圖書館對面的江陰路）及南京路女子中學兩處上課，直至1939年9月遷至福煦路新址。後來，中國部需向當時日本軍政府教育部門註冊，並改校名為「聖芳濟中學」。